# Monceau-Saint-Waast

Monceau-Saint-Waast este o comună în departamentul Nord, Franța. În 1 ianuarie 2022 avea o populație de 423 de locuitori.